# Esquadrão N.º 460 da RAAF

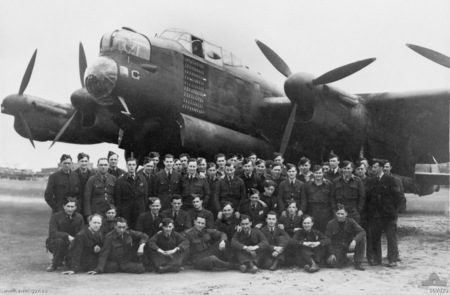

O Esquadrão N.º 460 é um esquadrão da Real Força Aérea Australiana (RAAF). A sua missão consiste na recolha de dados geográficos. Formado como um esquadrão de bombardeiros pesados no dia 15 de Novembro de 1941, durante a Segunda Guerra Mundial, foi extinto no dia 10 de Outubro de 1945 depois de um intenso serviço de combate na Europa. Apesar de ser um esquadrão "multinacional", a maior parte do pessoal era australiano. No dia 2 de Julho de 2010 voltou a ser formado, estando actualmente colocado em Camberra.